# Percy Cox
Percy Zachariah Cox est un officier de l'armée indienne britannique et administrateur du bureau des colonies au Moyen-Orient. Il est l'une des figures majeures de la création du Moyen-Orient actuel. Il est né le 20 novembre 1864 et il est mort le 20 février 1937.